# Nevada (Granada)
Nevada è un comune spagnolo di 1 272 abitanti situato nella comunità autonoma dell'Andalusia.